# سيمون بوني
سيمون بوني (بالإنجليزية: Simon Bonney)‏ هو كاتب أغاني ومغني أسترالي، ولد في 1961 في سيدني في أستراليا.

## وصلات خارجية
- سيمون بوني على موقع IMDb (الإنجليزية)
- سيمون بوني على موقع ألو سيني (الفرنسية)
- سيمون بوني على موقع ميوزك برينز (الإنجليزية)
- سيمون بوني على موقع أول ميوزيك (الإنجليزية)
- سيمون بوني على موقع ديسكوغز (الإنجليزية)
- سيمون بوني على موقع كينوبويسك (الروسية)